# Pietra Montecorvino
(Pietra Montecorvino, Sud)
Pietra Montecorvino, pseudonimo di Barbara D'Alessandro (Napoli, 2 dicembre 1962), è una cantante e attrice italiana.
Lo pseudonimo della cantante è tratto dal comune di Pietramontecorvino, in provincia di Foggia.

## Biografia
Debutta nel 1983 nel film di Renzo Arbore "FF.SS." - Cioè: "...che mi hai portato a fare sopra a Posillipo se non mi vuoi più bene?". Nel film interpreta anche la canzone Sud, che rivela le sue doti vocali.
Lavora allo spettacolo musicale Acqua acqua foco foco di Eugenio Bennato, che viene rappresentato al Carnevale di Venezia e compie una tournée internazionale in Francia e in Argentina.
Nel 1988 è protagonista nel film Cavalli si nasce con David Riondino e Paolo Hendel, per la regia di Sergio Staino.
Nello stesso anno incide il primo 45 giri, Una città che vola/Tutta pe' mme, e collabora con Angelo Branduardi, duettando nelle canzoni Frutta, Tango e Barbablu contenute nel suo album Pane e rose, e nelle relative versioni in francese presenti nell'album Du pain et des roses. Partecipa anche al Tour International legato al disco.
Nel 1989 è di nuovo interprete di un'opera musicale di Eugenio Bennato, A sud di Mozart con la regia di Bruno Colella.
Il suo primo album vero e proprio risale al 1991: si intitola Segnorita ed è scritto dai fratelli Eugenio ed Edoardo Bennato. Lo stesso anno vince la Targa Tenco come "Miglior interprete dell'anno".
Nel 1992 è al Festival di Sanremo con Peppino di Capri con Favola Blues. L'anno successivo esce il secondo album Voce di Pietra contenente la canzone Murì, con la quale la cantante partecipò al Festivalbar.
Nel 1998 interpreta Petra nella soap opera Un posto al sole, in onda su Rai 3.
Nel 2000 pubblica la raccolta intitolata Del mio meglio e l'album La stella del cammino.
Nel 2004 esce l'album Napoli mediterranea, cui fa seguito nel 2005 Seguendo Virgilio - Dentro e fuori dal Quartetto Cetra, omaggio a Virgilio Savona del Quartetto Cetra, album in cui vari artisti rivisitano alcuni brani di Savona. Tra questi anche Pietra, con il brano I ricordi della sera.
Nel 2009 esce l'album Italiana che contiene il meglio della canzone italiana degli ultimi quarant'anni, reinterpretata con strumenti e sonorità etniche e del mondo arabo.
Nell'estate 2009 Pietra Montecorvino si esibisce con un piccolo concerto a Tripoli, nell'ambito della Giornata dell'amicizia italo-libica, alla presenza del leader libico Gheddafi e il Presidente del governo italiano Silvio Berlusconi.
Nel 2010 è tra le protagoniste del film Passione di John Turturro. Nel film Pietra canta tre canzoni: Nun te scurdà con Raiz, Dove sta Zazà e Come facette mammeta.
Il 5 giugno 2014 esce il disco Esagerata, composto da brani inediti scritti da Eugenio Bennato e Enzo Gragnaniello, e che vede duettare l'artista con Raiz in una nuova versione di Sud, prima sua interpretazione del 1983.
Nel 2015 esce il CD Pietra a metà, interamente composto da noti brani di Pino Daniele, cantautore scomparso all'inizio di quell'anno.
Nel suo album Colpa mia del 2017 sono coinvolti musicisti come Salvio Vassallo, Tonino Carotone e il figlio di Pietra, Fulvio Bennato.
Nel 2019 esce Rigina, contenente il brano Donna senza terra, nel cui videoclip è presente Eva Robin's.
Nel 2023 appare nel brano L'anamour duettando con il suo grande amico, il cantautore basco/spagnolo Tonino Carotone.

## Discografia

### Album in studio
- 1991 - Segnorita
- 1993 - Voce di Pietra
- 2003 - Napoli Mediterranea
- 2009 - Italiana
- 2012 - La stella del cammino
- 2015 - Pietra a metà
- 2017 - Colpa mia
- 2019 - Rigina

### Raccolte
- 2000 - Del mio meglio (D.V. More Record CDDV 6424)
- 2014 - Esagerata (CNI Delta Italiana, CNDL 27921)

### 45 giri
- 1988 - Una città che vola/Tutta pe' mme (Cheyenne Records, CY 553)
- 1992 - Favola blues (RTI Music 1002-2) (con Peppino Di Capri)
- 2019 - Si comme si' (Aloevera Records , avr003)
- 2021- Je suis amour
- 2022- Barbara D'Alessandro
- 2022- Quale stella sei

### Colonne sonore
- 1983 - "F.F.S.S." - Cioè: "...che mi hai portato a fare sopra a Posillipo se non mi vuoi più bene?" (colonna sonora del film omonimo)

## Filmografia
- "FF.SS." - Cioè: "...che mi hai portato a fare sopra a Posillipo se non mi vuoi più bene?", regia di Renzo Arbore (1983)
- Cavalli si nasce, regia di Sergio Staino (1989)
- Due madri per Rocco, regia di Andrera e Antonio Frazzi (1994)
- Parola di mago, regia di Bruno Colella (1995)
- Aitanic, regia di Nino D'Angelo (2000)
- Fondali notturni, regia di Nino Russo (2002)
- Totò Sapore e la magica storia della pizza, regìa di Maurizio Forestieri (2003), voce
- Passione, regia di John Turturro (2010)
- Nevia, regia di Nunzia De Stefano (2019)

## Libri
- 2013 - Malamusik (con Dvd)